# Autophonie
Autophonie bezeichnet ein ungewöhnlich lautes Hören körpereigener Geräusche, insbesondere der eigenen Stimme.
Mögliche Ursachen:
- Offene oder klaffende Tube (Eustachi-Röhre), wodurch die Stimme und auch die Atemgeräusche ins Mittelohr übertragen werden.
- Schallleitungsschwerhörigkeit wie etwa bei einer Otitis media (Mittelohrentzündung), Otosklerose o. ä.
- Bogengangsdehiszenz, die zu einer abnorm verstärkten Knochenleitung führen kann. Hierbei kommt es oft zu einer Hyperakusis, wobei nicht nur die eigene Stimme, sondern auch typischerweise Herzschlag, Skelettgeräusche (z. B. beim Laufen) und sogar Augenbewegungen beim Lesen gehört werden können.